# António de Sousa de Macedo
António de Sousa de Macedo, (Porto, 15 de dezembro de 1606 – Lisboa, 1 de novembro de 1682) foi um diplomata, escritor e jornalista português. Cursou Direito em Coimbra e teve fulgurante carreira diplomática e política no período da Restauração.
Restauracionista que era, foi secretário de D. Antão de Almada na embaixada que D. João IV enviou à Inglaterra (1641), depois ele próprio ministro de Portugal em Londres (1642-1646) e, mais tarde, embaixador na Holanda (1650-1651).
Com a subida ao trono de D. Afonso VI, foi nomeado secretário de Estado (1662), sucedendo no cargo a Pedro Vieira da Silva. Em 23 de dezembro de 1665, o rei outorga-lhe a donataria da Capitania da Ilha Grande de Joanes, constituída pelo território da atual Ilha de Marajó, no estado brasileiro do Pará, sobre a qual teria o "direito de vida e morte" sobre os habitantes, além de lhe obrigar a "remeter quarenta e oito escravos anuais para o Reino". Foi primeiramente afastado do governo e desterrado em 1666, por desentendimento com a rainha Maria Francisca, e definitivamente afastado da administração da Coroa em 1667, por pressões da rainha e do infante D. Pedro, futuro rei D. Pedro II. 
Tendo escrito em português, castelhano e latim, é autor de Flores de España, Excelências de Portugal (1631), Ulissipo (1640), Lusitania Liberata (1645), Harmonia Política dos Documentos Divinos com as Conveniências do Estado (1651) e Eva e Ave (1676).
Como poeta realizou-se em «Ulyssippo: poema heroico».
Foi-lhe em tempos atribuída a autoria da Arte de Furtar (alegadamente publicada em Amesterdão, em 1652, na realidade impressa pela primeira vez em Lisboa, em 1743), sátira à ganância e desonestidade imperantes na sociedade portuguesa, mas a autoria da obra está hoje predominantemente atribuída ao jesuíta Padre Manuel da Costa.
Embora tenham existido anteriormente a ele os redactores da chamada Gazeta da Restauração, é considerado por muitos o primeiro jornalista português, por ter redigido o Mercurio Portuguez entre 1663 e 1666, onde era evidente a versatilidade da sua cultura e o estilo directo e conciso que obrigava a imprensa escrita. Este periódico foi publicado enquanto exercia o cargo de secretário de Estado. 
Seu filho Luís Gonçalo de Sousa de Macedo, agraciado por Carlos II de Inglaterra em 28 de Junho de 1661 com o título de barão de Mullingar (localidade da Irlanda), foi primeiro barão da Ilha Grande de Joanes. Seu neto António de Sousa Macedo foi 2.º barão da Ilha Grande de Joanes.
Terá sido ele que terá mandado construir o solar dos futuros condes de Mesquitela, seus representantes genealógicos, e conhecido por Palácio Mesquitela ou Quinta do Armeiro-Mor, em Lisboa.
Jaz no Convento de Nossa Senhora de Jesus da Ordem Terceira de São Francisco, em Lisboa, em nobre jazigo, ornado de muitas elegantes inscrições.